# Rhabdoblatta marmorata
Rhabdoblatta marmorata är en kackerlacksart som först beskrevs av Brunner von Wattenwyl 1893.  Rhabdoblatta marmorata ingår i släktet Rhabdoblatta och familjen jättekackerlackor. Inga underarter finns listade i Catalogue of Life.